# Амиридис, Майкл
Миха́лис (Майкл) Дими́трис Амири́дис (греч. Μιχάλης Δημήτρης Αμοιρίδης, англ. Michael Dimitris Amiridis) — американский учёный-химик и университетский администратор, канцлер Иллинойсского университета в Чикаго (2015—2022) (первый грек, занимавший данную должность), президент Южно-Каролинского университета (с 2022 года). Активный деятель греческой общины США.

## Биография

### Образование и ранние годы
Родился и вырос в городе Кавала (Восточная Македония и Фракия, Греция). Отец Михалиса работал в телекоммуникационной компании. Имеет брата.
В июне-августе 1983 года — инженер в компании «North Aegean Petroleum» (Кавала).
В 1985 году окончил Университет имени Аристотеля в Салониках со степенью бакалавра наук в области химической технологии.
В 1991 году окончил Висконсинский университет в Мадисоне со степенью доктора философии в области химической технологии.

### Карьера
В 1991—1994 годах — инженер-исследователь в химическом конгломерате «W.R. Grace & Co.» в Колумбии (Мэриленд).
В январе—мае 1993 года — преподаватель кафедры химической технологии Университета Джонса Хопкинса в Балтиморе.
В 1994—1999 годах — ассистент-профессор кафедры химической технологии Университета Южной Каролины.
В 1999—2003 годах — ассоциированный профессор кафедры химической технологии Университета Южной Каролины.
В сентябре 2000 — январе 2001 годов — приглашённый профессор в лаборатории катализа в органической химии Университета Пуатье/Национального центра научных исследований (Франция).
В январе—июне 2001 года — приглашённый профессор в лаборатории технической химии Швейцарской высшей технической школы Цюриха (Швейцария).
В 2002—2006 годах — заведующий кафедрой химической технологии Университета Южной Каролины.
В 2006—2009 годах — декан факультета инжиниринга и компьютинга Университета Южной Каролины.
С 2003 года — профессор кафедры химической технологии Университета Южной Каролины.
С 2009 года — исполнительный вице-президент по учебной работе и провост Университета Южной Каролины.
В 2014 году претендовал на пост президента Университета штата Флорида, но в итоге эту должность занял Эрик Баррон.
С 2015 года — канцлер Иллинойсского университета в Чикаго.
В 1996—2008 годах был членом редакций рецензируемых научных журналов «Catalysis Today» (1996, 2004, приглашённый редактор), «Applied Catalysis B: Environmental» (1998—2004, редакционная коллегия) и «Catalysis Communications» (2001—2005, региональный редактор; 2005—2008, редакционная коллегия). С 2011 года — член консультативного совета «Journal of Engineering Science and Technology Review».
Имеет более 100 публикаций в рецензируемых научных журналах и четыре патента.

## Научные интересы
В область научных интересов входит гетерогенный катализ и химическая кинетика, синтетические стратегии, каталитическое разрушение хлорированных ароматических соединений и гетерогенный синтез флаванонов. Одни из последних работ посвящены синтезу и изучению каталитических свойств биметаллических наночастиц с контролируемым составом и архитектурой, а также исследованию катализаторов очистки и процесса восстановления оксидов азота.

## Членство в организациях
- зарегистрированный профессиональный инженер (Греция/Европейский союз).
- фелло Американской ассоциации содействия развитию науки (с 2012 года).
- член Американского института инженеров-химиков[англ.][20].
- член Американского химического общества.
- член Американского общества инженерного образования[англ.].
- член Североамериканского каталитического общества[5][8][9][17].

## Награды и премии
- 1985 — Премия за выдающееся окончание учебного заведения от Технической палаты Греции[англ.].
- 1985 — Лучший выпускник Школы химической технологии Университета Аристотеля в Салониках.
- 1987, 1989 — Преподавательская награда Р. А. Рагатза от факультета химической технологии.
- 1990 — Премия за выдающиеся достижения в преподавании от Висконсинского университета в Мадисоне.
- 1994, 1995, 1997 — Премия за выдающиеся достижения в преподавании от Университета Южной Каролины.
- 1996 — Премия «CAREER»[англ.] Национального научного фонда США за раннюю карьеру учёного и инженера.
- 1998, 2004 — Преподавательская награда Майкла Дж. Мунго от Университета Южной Каролины.
- 2000 — Премия «Золотой ключ» за совмещение преподавательской и научно-исследовательской деятельности от Университета Южной Каролины.
- 2004 — Награда за самую цитируемую статью от журнала «Catalyst Today».
- 2005 — Премия за научно-исследовательские достижения от факультета инжиниринга и компьютинга Университета Южной Каролины.
- 2012 — стипендия Американской ассоциации содействия развитию науки.
- и др.[5][8][9][17]

## Личная жизнь
В браке с супругой Иро Ангелопулу-Амириди имеет дочь Аспазию и сына Димитриса.